# 4 Андромеды
4 Андромеды, сокращ. 4 And (латинизированный вариант лат. 4 Andromedae является обозначением Флемстида) — одиночная звезда в северном созвездии Андромеды. 4 Андромеды имеет видимую звёздную величину +5,308m, и, согласно шкале Бортля, видна невооружённым глазом на засвеченном пригородном небе (англ. Bright suburban sky).
Из измерений параллакса, полученных во время миссии Gaia, известно, что звезда удалена примерно на 337 св. лет (103 пк) от Земли. Звезда наблюдается севернее 44° ю. ш., то есть севернее о. Южного (Новая Зеландия), севернее области Айсен-дель-Хенераль-Карлос-Ибаньес-дель-Кампо, Чили, севернее провинции Чубут, Аргентина, то есть видна практически на всей территории обитаемой Земли, за исключением приполярных областей Антарктиы и южных регионов Южной Америки. Лучшее время для наблюдения — сентябрь.
4 Андромеды движется не очень быстро относительно Солнца: её радиальная гелиоцентрическая скорость практически равна −6 км/с, что на 40 % меньше скорости местных звёзд Галактического диска, а также это значит, что звезда приближается к Солнцу. По небосводу звезда движется на юго-запад.

## Свойства звезды
4 Андромеды — звезда-гигант спектрального класса K5III. Этот спектр указывает на то, что водород в ядре звезды уже «сгорел» и сейчас ядерным «топливом» служит гелий, то есть звезда сошла с главной последовательности. Звезда излучает энергию со своей внешней атмосферы при эффективной температуре около 4275 К, что придаёт ей характерный оранжевый цвет звезды спектрального класса K.
Масса звезды составляет 1,58 {\displaystyle M_{\bigodot }}, а это значит, 4 Андромеды начала свою жизнь как карлик спектрального класса A9,5V. Её температура в течение жизни на главной последовательности была порядка 7000 К, её радиус был порядка 1,5 {\displaystyle R_{\bigodot }}, а светимость тогда должна была быть порядка 4,84 {\displaystyle L_{\bigodot }}. Для того, чтобы планета, аналогичная нашей Земле, получала примерно столько же энергии, сколько она получает от Солнца, её надо было бы поместить на расстоянии 2,13 а. е., то есть на внешнем краю Пояса астероидов, а более конкретно — несколько ближе той орбиты, по которой вращается астероид Ариадна, чья большая полуось орбиты равна 2,20 а. е.. Причём с такого расстояния 4 Андромеды выглядела бы на 25 % меньше нашего Солнца, каким мы его видим с Земли — 0,375° (угловой диаметр нашего Солнца — 0,5°).
В настоящее время её радиус увеличился более чем в 10 раз, температура поверхности звезды упала с 7000 К до 4200 К, а её светимость увеличилась более чем в 30 раз.
Данные о радиусе, светимости и т. д. были приведены в литературе до 2016 года, однако в 2016 году вышел второй набор данных миссии Gaia (англ.  Data Release 2, DR2). Данные об этих измерениях приведены в таблице:
| Год     | {\displaystyle R_{\bigodot }} | {\displaystyle L_{\bigodot }} | Teff (К)               | Метал. (Fe/H) | log g (СГС) |
| до 2016 | 25.9                          | 170                           | 4275 ± 92              | 1,98 ± 0,11   | 1,91        |
| 2016    | 23,05+1,69 −1,61              | 148,322+2,099 −2,089          | 4195,33+164,67 −141,33 | 0.0           | 2.0         |

Как видно, эти данные практически совпадают, за исключением металличности, чьё значение до 2016 года было померено как 1.98, то есть 9549,9 % от солнечного значения, что очень маловероятно. В настоящее время звезда расширяется и уже прошла стадию субгиганта и находится на стадии оранжевого гиганта. Очень скоро 4 Андромеды станет красным гигантом, а затем, сбросив внешние оболочки, станет белым карликом.
Звезда имеет поверхностную гравитацию 2,0 СГС или 100 м/с2, то есть почти в 3 раза меньше, чем на Солнце (274,0 м/с2), что, по-видимому, может объясняться большой поверхностью звезды, при малой массе. Звезды, имеющие планеты, имеют тенденцию иметь большую металличность по сравнению с Солнцем, однако 4 Андромеды имеет значение металличности равную солнечному значению, что позволяет предположить, что звезда «пришла» из тех областей Галактики, где было примерно столько же металлов, как и при рождении Солнца, и рождено в молекулярном облаке благодаря такому же по плотности звёздному населению и примерно такому же количеству сверхновых звёзд.
Возраст звезды 4 Андромеды определён как 2,24 млрд.. Предполагая, что эволюция жизни на углеродной основе, носит универсальный характер и полагая, что в космосе действуют те же законы, что и на Земле, можно сказать, что на планете, аналогичной Земле рядом с 4 Андромеды эволюция прекратилась на стадии архея, а более конкретно — на стадии неоархея, в котором происходило формирование настоящей континентальной планетной коры. В неоархее также появился кислородный фотосинтез, как результат жизнедеятельности прокариот (бактерий и одноклеточных водорослей, живших, по-видимому, и на суше, в плёнках воды между минеральными частицами в зонах частичного затопления вблизи водоёмов), а также стала образовываться почва.

## История изучения двойственности звезды
Двойственность звезды 4 Андромеды была открыта в 1828 году Дж. Гершелем (компонент AB) и звезда вошла в каталоги как HJ 1849 . Согласно Вашингтонскому каталогу визуально-двойных звёзд, параметры этих компонентов приведены в таблице:
| Компонент | Год  | Количество измерений | Позиционный угол | Угловое расстояние | Видимая звёздная величина 1 компонента | Видимая звёздная величина 2 компонента |
| AB        | 1828 | 9                    | 347°             | 50.0″              | 5.46m                                  | 11.70m                                 |
| AB        | 1879 | 9                    | 346°             | 47.2″              | 5.46m                                  | 11.70m                                 |
| AB        | 1925 | 9                    | 347°             | 48.2″              | 5.46m                                  | 11.70m                                 |
| AB        | 2002 | 9                    | 348°             | 51.10″             | 5.46m                                  | 11.70m                                 |

Обобщая все сведения о звезде, можно сказать, что у звезды 4 Андромеды всё же, как кажется, нет ни одного спутника. Компонент AB, звезда 12-й величины, находящаяся на угловом расстоянии 51,10 секунд дуги, хотя и почти сохранила своё положение за прошедшие почти 200 лет наблюдений, однако в систему 4 Андромеды она вряд ли входит, являясь просто фоновой звездой (при чём, скорее всего, заднего плана), лежащей на линии прямой видимости.